# Genoelselderen

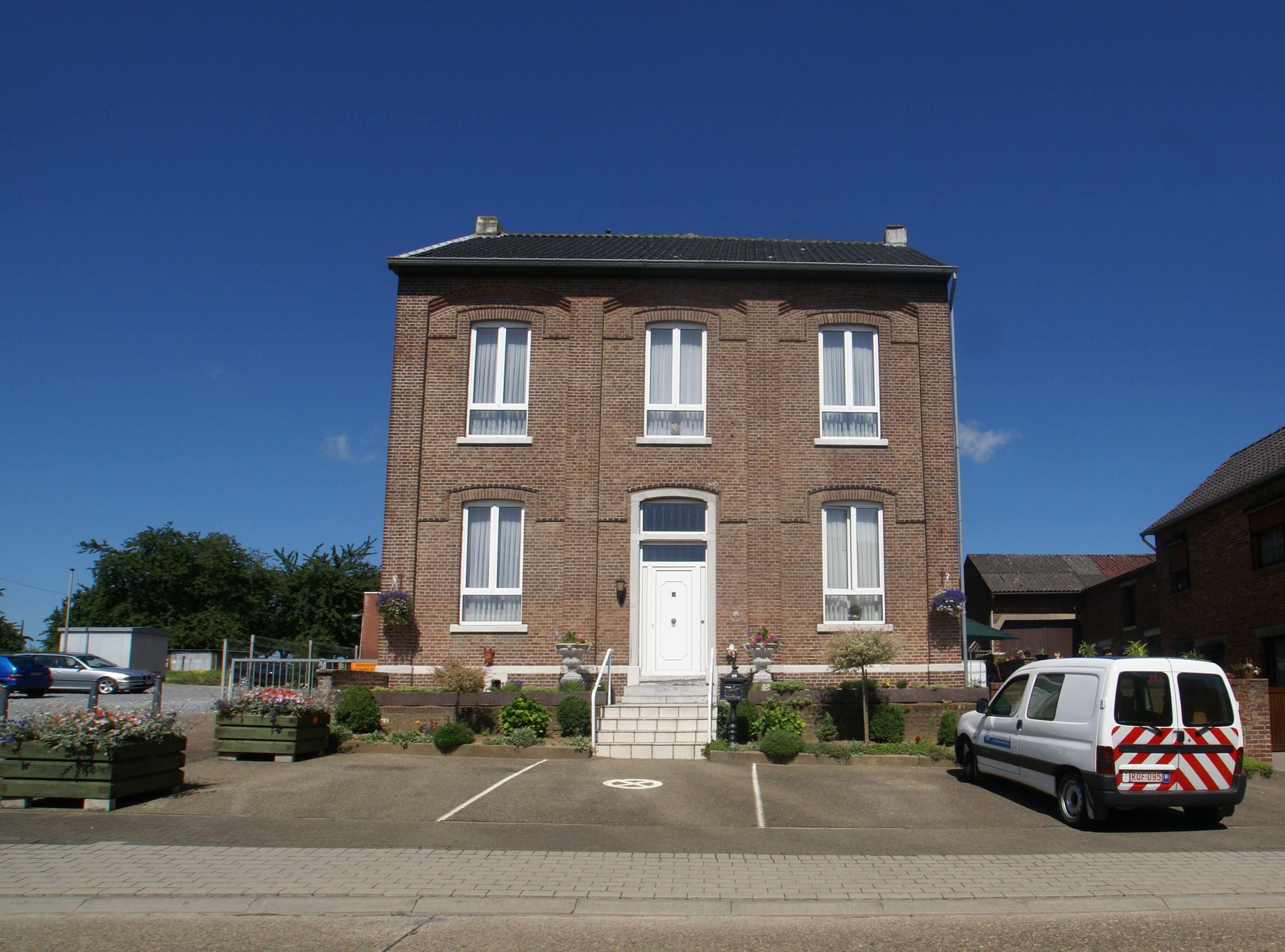
Ancienne maison communale.

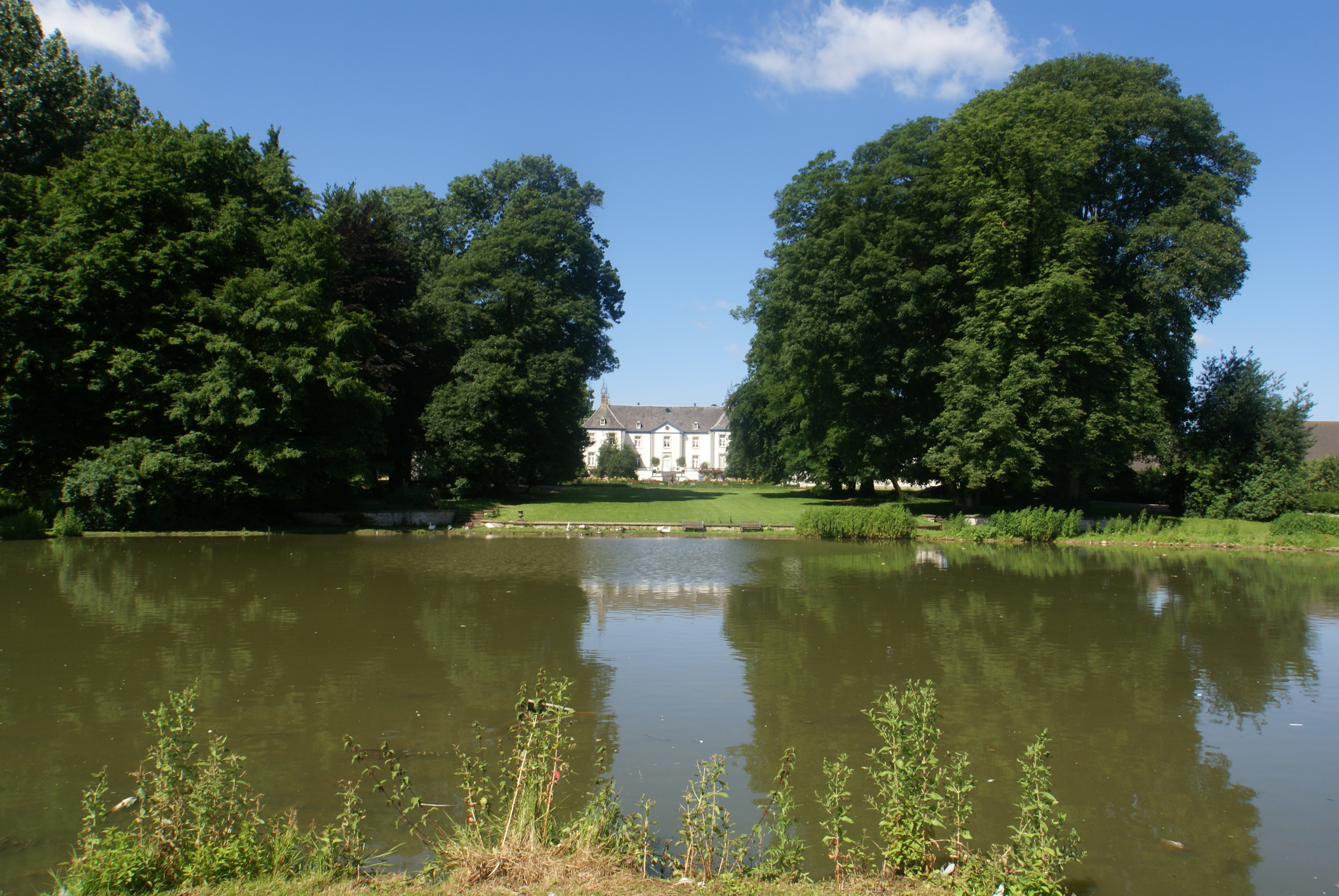
Le parc et le château d'Elderen.

Genoelselderen est une section de la commune belge de Riemst située en Région flamande dans la province de Limbourg. C'était une commune à part entière avant la fusion des communes de 1971.

## Toponymie
Le domaine de Heldren ou Aldor est mentionné pour la première fois en 1157. Genoel vient de "Godenoel", qui était le seigneur d'Elderen au 13e siècle.
On trouve les formes anciennes Genoul-Odoir ou Genoul-Odeur à comparer avec le village d'Odeur qui en néerlandais s'appelle aussi Elderen et qui auparavant s'appelait Odoir-le-Romans.

## Démographie

### Évolution démographique
- Sources : INS, Rem. : 1831 jusqu'en 1961 = recensements[3].

## Histoire
Il formait une seigneurie communes avec 's Herenelderen jusqu'à celui-ci se détache en 1261. 
Il forma avec ce dernier et Membruggen le commune d'Elderen de 1971 à 1977, jusqu'à ce que celle-ci soit séparée en deux entre Tongres et Riemst.

## Tourisme
- Les caves, le jardin des roses et les vignobles du château d'Elderen du XIXe siècle construit à l'endroit d'un château plus ancien démoli pendant la Révolution française.